# Raisa O’Farrill
Raisa Mirelda O’Farrill Bolaños (San Diego del Valle, 1972. április 17. – Havanna, 2023. május 30.) olimpiai és világbajnok kubai röplabdázó. Férje Emilio Valle (1967–) kubai atléta, gátfutó.

## Pályafutása
A Villa Clara röplabdázója volt. Két olimpián vett részt. Tagja volt az 1992-es és az 1996-os olimpiai bajnok válogatottnak. A barcelonai olimpián nem szerepelt mérkőzésen. Az 1994-es brazíliai világbajnokságon aranyérmet szerzett a  kubai válogatott együttessel. Visszavonulása után egyetemi oktatóként dolgozott a Manuel Fajardo Egyetemen.

## Sikerei, díjai
- Olimpiai játékok
  - aranyérmes (2): 1992, Barcelona, 1996, Atlanta
- Világbajnokság
  - aranyérmes: 1994, Brazília